# Repêchage des qualifications pour la Coupe du monde de rugby à XV 2007
Navigation
Repêchage Coupe du monde 2003 Repêchage Coupe du monde 2011
Le repêchage des qualifications pour la Coupe du monde de rugby à XV 2007 oppose du 20 janvier au 10 février 2007 cinq équipes issues des qualifications régionales. Deux d'entre elles sont qualifiées pour la phase finale.

## Les équipes participantes
| - Afrique 2 ou Europe 4 - Maroc - Portugal - Amérique 3 - Uruguay |  | - Asie 2 - Corée du Sud - Océanie 3 - Tonga |

## Repêchage 1 (zones Europe-Afrique-Amérique)

### Matchs aller-retour de barrage pour Europe ou Afrique
Le Portugal est qualifié pour le repêchage qualificatif.
| Date       | Équipe hôte | Score | Score | Adversaire |
| ---------- | ----------- | ----- | ----- | ---------- |
| 20/01/2007 | Maroc       | 5     | 10    | Portugal   |
| 27/01/2007 | Portugal    | 16    | 15    | Maroc      |

### Matchs aller-retour de repêchage qualificatif
Le Portugal est qualifié pour la Coupe du monde 2007.
| Date       | Équipe hôte | Score | Score | Adversaire |  |
| ---------- | ----------- | ----- | ----- | ---------- |  |
| 10/03/2007 | Portugal    | 12    | 5     | Uruguay    |  |
| 24/03/2007 | Uruguay     | 18    | 12    | Portugal   |  |

## Repêchage 2 (zones Asie-Océanie)
Match de repêchage qualificatif disputé à Auckland (Nouvelle-Zélande). Les Tonga sont qualifiés pour la Coupe du monde 2007.
| Date       | Équipe hôte | Score | Score | Adversaire   |
| ---------- | ----------- | ----- | ----- | ------------ |
| 10/02/2007 | Tonga       | 83    | 3     | Corée du Sud |